# Айдзава Май (футболістка)
Айдзава Май (яп. 相澤 舞衣; нар. 10 вересня 1980, Міє, Японія) — японська футболістка, півзахисниця, виступала в збірній Японії.

## Клубна кар'єра
Айдзава народилася 10 вересня 1980 року в префектурі Міє. Після завершення навчання в школі, у 1999 році перейшла до клубу «Мацушита Електрик Панасонік Бамбіна» (тепер — «Сперанца Такатцукі»). У сезоні 1999 року потрапила до Найкращої 11-и чемпіонату Японії. Футбольну кар'єру завершила у 2010 році.

## Кар'єра в збірній
19-річна Май була викликана у збірну Японії для участі в чемпіонаті Азії 1999 року. На цьому турнірі дебютувала за національну команду 12 листопада в поєдинку проти Непала, в цьому поєдинку відзначилася 3-а голами. Виступала також на  Азійських іграх 2002 року. З 1999 по 2002 рік зіграла 5 матчів у футболці збірної Японії, відзначилася 4 голами.

## Статистика виступів у збірній
| жіноча національна збірна Японії | жіноча національна збірна Японії | жіноча національна збірна Японії |
| Рік                              | Матчі                            | Голи                             |
| -------------------------------- | -------------------------------- | -------------------------------- |
| 1999                             | 3                                | 4                                |
| 2000                             | 0                                | 0                                |
| 2001                             | 0                                | 0                                |
| 2002                             | 2                                | 0                                |
| Загалом                          | 5                                | 4                                |